# عدسات صلبة نفاذة للغاز

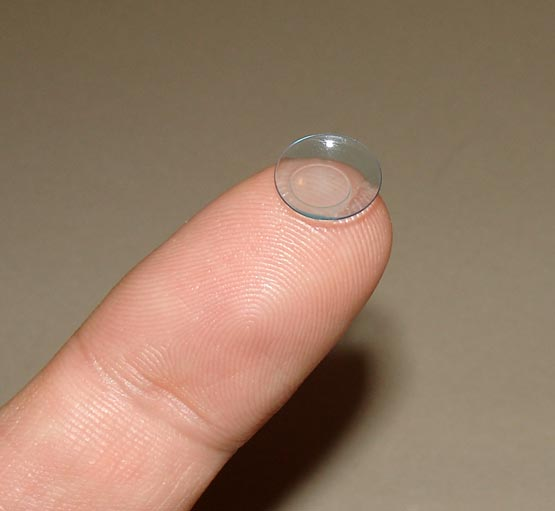

العدسات الصلبة النفاذة للغاز ويرمز لها (RGP lens) أو (GP lens)، هي عدسات لاصقة صلبة مصنوعة من بوليمرات نفاذة للأكسجين. تم استخدامها لأول مرة في أواخر السبعينيات وخلال الثمانينيات وتسعينيات القرن 20، وقد تطورت عن سابقتها من العدسات الصلبة السابقة التي تحد من انتقال الأكسجين إلى العين. والعدسات الصلبة قادرة أن تحل محل الشكل الطبيعي للقرنية بسطح انكساري جديد.
وهذا يعني أن العدسات اللاصقة الصلبة (الكروية) العادية يمكن أن توفر رؤية جيدة للأشخاص الذين لديهم استجماتيزم (لابؤرية) أو الذين لديهم قرنية مشوهة الشكل مثل القرنية المخروطية. وهي تتطلب فترة من التكيف قبل أن تحقق الراحة الكاملة.

## روابط خارجية
- What Are GP Contact Lenses? من قبل رابطة مصنعي العدسات اللاصقة (CLMA)